# 15-а танкова дивизия (Вермахт)
15-а танкова дивизия е една от танковите дивизии на Вермахта по време на Втората световна война.

## История
15-а танкова дивизия е сформирана през август 1940 г. от 33-та пехотна дивизия. През февруари 1941 г. е изпратена в Северна Африка като част от Немския африкански корпус. Участва в цялата Северноафриканска кампания. На 12 май 1943 г. се предава на съюзническите част в Тунис. През юли 1943 г. е сформирана отново в Сицилия като 15-а танково-гренадирска дивизия.

## Командири
- Генерал на танковите войски Фридрих Кюн – (1 ноември 1940 – 22 март 1941 г.)
- Генерал-лейтенант Хайнрих фон Притвиц унд Гафрон – (22 март 1941 – 10 април 1941 г.)
- Генерал на танковите войски Ханс-Карл Фрайер фон Есебек – (13 април 1941 – 13 май 1941 г.)
- Генерал-лейтенант Валтер Нюман-Силков – (26 май 1941 – 6 декември 1941 г.)
- Генерал-лейтенант Ервин Мени – (6 декември 1941 – 9 декември 1941 г.)
- Генерал на танковите войски Густав фон Варст – (9 декември 1941 – 26 май 1942 г.)
- Генерал-лейтенант Едуард Краземан – (26 май 1942 – 15 юли 1942 г.)
- Генерал-лейтенант Хайнц фон Рандов – (15 юли 1942 – 25 август 1942 г.)
- Генерал на танковите войски Густав фон Варст – (25 август 1942 – 10 ноември 1942 г.)
- Генерал-лейтенант Вилибалд Боровиц – (11 ноември 1942 – 13 май 1943 г.)